# Džon Kompton
Džon Džordž Melvin Kompton (29. aprila 1925 − 7. septembra 2007.) bio je političar iz Svete Lucije koji je postao prvi premijer nakon osamostaljenja februara 1979. godine. Nakon što je predvodio Svetu Luciju pod britanskom vlašću od 1964. do 1979. godine, Kompton je bio premijer tri puta: kratko 1979. godine, ponovo od 1982. do 1996. i od 2006. do svoje smrti 2007. godine. Osnivač je konzervativne Ujedinjene radničke partije (UWP) 1964. godine; vodio je stranku do 1996, zatim ponovo od 2005. do 2007. godine.

## Detinjstvo i obrazovanje
Džon je rođen 29. aprila 1925. u Kanuanu, u današnjoj državi Sent Vinsent i Grenadini. U septembru 1939. godine, preselio se na Svetu Luciju. Studije prava i ekonomije, Džon je pohađao na Univerzitetski koledž u Velsu, u periodu od 1948. do 1949. godine i Londonsku ekonomsku školu od 1949. do 1951. godine. Primljen je u advokatsku komoru 7. avgusta 1951.

## Politička Karijera

### Počeci
Džon je u politiku ušao 1954. godine, uspešno se kandidujući za predstavnika Miku/Deneri u Izvršnom veću Svete Luise. Postao je član Saveta za socijalna pitanja 1955. godine, i bio je na ovoj funkciji sve dok sistem odbora 1956. godine nije zamenjen ministarskim sistemom. Iste godine pridružio se laburističkoj stranci Svete Lucije (енгл. Saint Lucia Labour Party, SLP). Učestvovao je u štrajku radnika šećera 1957. godine i kažnjen je zbog blokiranja puteva. Ponovo izabran 1957. godine, Kompton je postao ministar trgovine i proizvodnje 1958. godine, a potom je imenovan i za zamenika lidera SLP-a pod upravom Džordža Čarlsa. Godine 1960, ponovo je imenovan za ministra trgovine i industrije kada je Čarls postao prvi glavni ministar. Iako je Kompton ponovo izabran 1961. godine, odlučio je da se ne pridruži Izvršnom veću. Prigovarajući novim ministrima SLP, napustio je SLP i osnovao novu stranku, Nacionalni radnički pokret.
Godine 1964. Džon je spojio Nacionalni radnički pokret sa drugom opozicionom strankom, Narodnom naprednom strankom, da bi formirao Ujedinjenu radničku stranku (енгл. United Workers' Party, UWP). Ova nova stranka pobedila je na opštim izborima 1964. godine, čime je Compton postao novi glavni ministar.

### Administracija pod britanskom vlašću, 1964–1979.
Na svojoj funkciji, Kompton je radio na nezavisnosti Svete Lucije od britanske vladavine. Kada je Sveta Lucija 1. marta 1967. godine postala pridružena država Ujedinjenog Kraljevstva, što je potez kojim je vlada Svete Lucije postavljena u potpunoj nadležnosti ostrva, Kompton je postao prvi i jedini premijer Svete Lucije. Na konferenciji održanoj od aprila do maja 1966. godine, na kojoj je ova promena usvojena, Kompton je oštro kritikovao britansku vladu zbog isključivanja određenih pitanja i optužio je da favorizuje „državljanstvo drugog reda za ljude druge boje“. Godine 1968. oženio se Barbarom Džejns, sa kojom bi imao petoro dece.
Nakon pobede Ujedinene radničke stranke na izborima održanim 1974. godine, Kompton se založio za pregovore koji su doveli do potpune nezavisnosti, što je postignuto 22. februara 1979. godine. Tada je Kompton postao prvi premijer nove nezavisne države.

### Kao premijer i u opoziciji, 1979–1996.
Nekoliko meseci nakon nezavisnosti, Ujedinena radnička stranka je poražen na izborima od strane Laburističke stranke Svete Lucije, a Kompton je postao lider opozicije. Vlada Laburističke stranke pala je u januaru 1982. godine, a Ujedinena radnička stranka je pobedila na sledećim izborima u maju 1982. godine. Tako je Kompton ponovo postao premijer. Na funkciji je ostao do penzionisanja 1996. godine a  nasledio ga je izabrani naslednik Von Luis. Kompton je postao pravni savetnik novog kabineta.
U vreme vladavine, Komptonova politika je bila konzervativna, prozapadna i antikomunistička. Takođe je radio na povećanoj regionalnoj integraciji. Po napuštanju funkcije 1996. godine, izrazio je razočaranje što je stanovništvo regiona ostalo „podeljeni narod rasejan po Karipskom moru“.

### Povratak politici, 2005–2007
Dana 13. marta 2005. godine, Ujedinjena radnička stranka je izabrao Džona, tada 80-godišnjaka, za svog ponovnog lidera na kongresu stranke u Sufrijeru, gde je dobio 260 glasova za u odnosu na 135 glasa za Von Luisa.
Tokom opšte izborne sezone 2006. godine, Kompton je parirao medijskim natpisima zbog svoje starosti i aktivno je vodio kampanje, komentarišući da se ova borba razlikuje od pripreme za nastup na Olimpijskim igrama. Uprkos anketama javnog mnjenja koje predviđaju novi mandat aktuelne Laburističke stranke Svete Lucije, Kompton je poveo Ujedinjenu radničku stransku do pobede 11. decembra 2006. godine. Izabran je u mesto Micouda Northa nad kandidatom Laburističke partije Selisa Vilsona. Položio je zakletvu za premijera 15. decembra. Njegov kabinet formiran je 19. decembra, a Kompton je obavljao funkciju premijera i ministara finansija.

## Bolest i smrt
Dana 1. maja 2007. godine, Džon Kompton je hospitalizovan u Njujorku nakon niza moždanih udara. Iznenada mu je pozlilo dok je bio na redovnom pregleda kod lekara.
Dana 16. maja ministar sporta Leonard Mauntoute, koji je bio i zamenik lidera Ujedinjene radničke stranke, objavio je jevnost da da Džon nije u stanju da samostalno stoji i hoda i da se kabinet priprema za izbor naslednika.
Kompton se vratio u Svetu Luciju 19. maja. Privremeno je obnovio vlast početkom juna kako bi nadgledao rekonstrukciju vlade, u kojoj je ostao premijer, ali je finansijski portfelj prepustio vršiocu dužnosti premijera Stivensonu Kingu. King je rekao 8. juna da se Komptonovo stanje poboljšava. Dana 11. jula Džon je prisustvovao sastanku sa nekoliko ministara u vladi, što je prvi put  od moždanog udara.
Krajem jula najavljeno je da će Kompton podneti ostavku do kraja 2007. godine. Dana 26. avgusta, Kompton je primljen u bolnicu Tapion u Kastrizu jer je imao problema sa disanjem zbog upale pluća. Dok je bio tamo, saznalo se da je pretrpeo još jedan moždani udar dok se oporavljao od prethodnih moždanih udara. Dana 1. septembra prevezen je na Martinik radi lečenja upale pluća. Dok se tamo nalazio, njegovo stanje se pogoršalo i stavljen je na respirator. Lekari su 4. septembra odlučili da je njegovo stanje bezizlazno i 5. septembra vraćen je u bolnicu Tapion u Svetoj Luciji da umre. Tamo je umro 7. septembra 2007. godine. Vršilac dužnosti premijera Stivenson King proglasio je dvonedeljnu žalost, koja je počela od 8. septembra.
Državna sahrana za Džona održana je u mestu Kastris, u maloj bazilici Bezgrješnog začeća, dana 18. septembra. Uprkos Komptonovoj anglikanskoj veri, lokalna katolička crkva je korišćena zbog velikog broja ožalošćenih i na zahtev ser Džona. Obredi održani u Mikudu 16. septembra i u Maloj bazilici 18. septembra bile su u skladu sa zahtevima ser Džona za njegovu sahranu, uključujući himne koje je on posebno zahtevao. Kremiran je 19. septembra, a njegov pepeo se na lični zahtev prosuo u reci Troumas na njegovom imanju u Mahautu.
Brana Džon Kompton u središtu Svete Lucije preimenovana je u njegovu čast.

## Život i porodica
Komptonova ćerka Dženini Kompton-Antven nastavila je očevim stopama i postala je političarka. Na izborima održanim 26. novembra 2007. godine, pobedila je u izbornoj jedinici Džona Komptona Micoud North.
Druga ćerka, Nina Kompton, je poznati šef kuhinje. Godine 2013. učestvovala je u sezoni 11 američkog rijaliti šou programa Top Chef, gde je bila vicešampionka i proglašena za „favorita obožavalaca“.
Treća ćerka, Fiona Kompton, je londonska fotografkinja koja je 2005. godine diplomirala na London College of Printing sa diplomom fotografije. Radila je za različite izdavačke kuće u Velikoj Britaniji.

## Spoljašnje veze
- Kancelarija premijera Svete Lucije Архивирано на веб-сајту  (24. фебруар 2021)
- Obituary, The Guardian, 9 September 2007
- Obituary, The Times, 10 September 2007 Архивирано 2011-05-23 на сајту
- Biografija  premijera Svete Lucije